# Ашимов, Аким Уртаевич
Аким Уртаевич Ашимов (псевдоним — Аким Тарази; 9 сентября 1933, Алма-Ата — 22 апреля 2025, Астана) — советский и казахстанский писатель, драматург, сценарист. Герой Труда Казахстана (2021), заслуженный деятель Казахстана (1999). Лауреат Государственной премии Республики Казахстан в области литература и искусства (2002). Народный писатель Казахстана (2023).

## Биография
Родился 9 сентября 1933 года в Алма-Ате. Происходит из рода жаныс племени дулат.
В 1955 году окончил Казахский педагогический институт. В 1955—1956 годах работал учителем средней школы в Чуйском районе Джамбульской области. В 1956—1958 годах работал фельетонистом в журнале «Ара». В 1958—1959 годах — ответственный секретарь газеты «Қазақстан пионері». В 1962 году окончил Высшие сценарные курсы в Москве. В 1962—1970 годах — член сценарной редакционной коллегии, главный редактор киностудии «Казахфильм». В 1970—1971 годах — собственный корреспондент «Литературной газеты» (Москва) по Казахстану. В 1971—1980 годах — 1-й секретарь правления Союза кинематографистов Казахстана. В 1986—1998 — секретарь правления Союза писателей Казахстана.
В 1966 вышла в свет первая книга — повесть «Құйрықты жұлдыз» («Когда возвращается комета»). Изданы сборники повестей и рассказов «Үлкен ауыл» («Большой аул», 1968), «Асу-асу» («Серпантин», 1970), «Көкжиек» («Горизонт», 1980), «Басынан Қаратаудың» («Вершины Каратау», 1984), «Кен» («Месть», 1986), «Жаңбырлы түндер» («Дождливые ночи», 1988); романы «Москва — Баласаз» (1989), «Қорқау жұлдыз» («Кровавая звезда», 1989), «Жаза» («Наказание», 1997). Ашимов — автор пьесы «Күлмейтін комедия» («Несмешная комедия», 1968) и других, сценариев к кинофильмам «Следы уходят за горизонт» (1964, реж. М. Бегалии), «Звучи там-там» (1965, реж. Ш. Бейсенбаев), «Выстрел на перевале Караш» (1968, реж. Б. Шамшиев) и других. Ряд книг Ашимова переведены на русский и другие языки.
Скончался 22 апреля 2025 года.

## Награды и премии
- Премия Союза писателей Казахстана (1985)[2];
- 1994 — Орден «Курмет»[6];
- 1999 — Заслуженный деятель Республики Казахстан[6];
- 2002 — Государственная премия Республики Казахстан за роман «Жаза»[7][6];
- 2015 — Орден Отан;
- 2021 (2 декабря) — Звания «Қазақстанның Еңбек Ері» (Герой Труда Казахстана) с вручением знака особого отличия Золотой звезды — за выдающиеся достижения в социально-гуманитарном развитии Республики Казахстан[8].
- Правительственные награды, в том числе:
  - Медаль «Астана» (17 августа 1998 года);
  - Медаль «10 лет независимости Республики Казахстан» (2001);
  - Медаль «10 лет Астане» (2008);
  - Медаль «20 лет независимости Республики Казахстан» (2011);
  - Медаль «25 лет независимости Республики Казахстан» (2016);
  - Медаль «20 лет Астане» (2018);
  - Медаль «30 лет независимости Республики Казахстан» (2021);